# Église Saint-Paul d'Halifax
L'église St Paul's est une église anglicane évangélique située au centre-ville de Halifax en Nouvelle-Écosse au Canada. Elle fait partie du diocèse de la Nouvelle-Écosse et de l'Île-du-Prince-Édouard (en) de l'Église anglicane du Canada. Construite durant la guerre anglo-micmac, elle est la plus ancienne église protestante au Canada toujours existante et le plus ancien bâtiment de Halifax. Elle a été désignée comme lieu historique national du Canada en 1981.